# Zwartkeellijstergaai
De zwartkeellijstergaai (Pterorhinus chinensis, synoniem Garrulax chinensis) is een zangvogel uit de familie Leiothrichidae.

## Verspreiding en leefgebied
Deze soort komt voor in het zuidoosten van Azië en telt vijf ondersoorten:
- P. c. lochmius: van zuidwestelijk Yunnan (zuidwestelijk China) en oostelijk Myanmar tot noordelijk Thailand en noordwestelijk Laos.
- P. c. propinquus: zuidoostelijk Myanmar en westelijk Thailand.
- P. c. germaini: zuidoostelijk Cambodja en zuidelijk Vietnam.
- P. c. chinensis: zuidoostelijk China en noordelijk Indochina (behalve noordwestelijk Laos).
- P. c. monachus: Hainan (nabij zuidoostelijk China).

## Status
De grootte van de populatie is niet gekwantificeerd maar de soort wordt omschreven als vrij algemeen. Op de Rode lijst van de IUCN heeft deze soort de status niet bedreigd.